# 15631 Dellorusso
15631 Dellorusso este un asteroid din centura principală de asteroizi.

## Descriere
15631 Dellorusso este un asteroid din centura principală de asteroizi. A fost descoperit pe 24 aprilie 2000 la Stația Anderson Mesa în cadrul programului LONEOS. Asteroidul prezintă o orbită caracterizată de o semiaxă mare de 3,00 ua, o excentricitate de 0,08 și o înclinație de 10,5° în raport cu ecliptica.